# Llista de muntanyes del Camp de Morvedre
Llista de muntanyes a la comarca del Camp de Morvedre, al País Valencià.
| Nom                | Altura | Municipi               | Unitat de relleu | Coordenades                                            | Foto |
| ------------------ | ------ | ---------------------- | ---------------- | ------------------------------------------------------ | ---- |
| Alt de la Nevera   | 741 m. | Torres Torres          | Serra Calderona  | 39° 43′ 04″ N, 0° 26′ 42″ O / 39.7178949°N,0.4450731°O |      |
| Puntal de l'Abella | 660 m. | Estivella              | Serra Calderona  | 39° 41′ 30″ N, 0° 22′ 58″ O / 39.6916245°N,0.3828118°O |      |
| Puntal de l'Abella | 660 m. | Segart                 | Serra Calderona  | 39° 41′ 30″ N, 0° 22′ 58″ O / 39.6916245°N,0.3828118°O |      |
| el Garbí           | 596 m. | Estivella              | Serra Calderona  | 39° 41′ 44″ N, 0° 22′ 16″ O / 39.695689°N,0.3712099°O  |      |
| el Garbí           | 596 m. | Segart                 | Serra Calderona  | 39° 41′ 44″ N, 0° 22′ 16″ O / 39.695689°N,0.3712099°O  |      |
| el Garbí           | 596 m. | Albalat dels Tarongers | Serra Calderona  | 39° 41′ 44″ N, 0° 22′ 16″ O / 39.695689°N,0.3712099°O  |      |
| Mola de Segart     | 566 m. | Segart                 | Serra Calderona  | 39° 40′ 17″ N, 0° 22′ 50″ O / 39.671463°N,0.3805139°O  |      |
| Pic de l'Àguila    | 453 m. | Gilet                  | Serra Calderona  | 39° 40′ 05″ N, 0° 21′ 40″ O / 39.6680141°N,0.3611946°O |      |
| Picaio de Calbet   | 451 m. | Algímia d'Alfara       | Serra Calderona  | 39° 44′ 19″ N, 0° 24′ 01″ O / 39.7385668°N,0.4004071°O |      |
| el Xocainet        | 439 m. | Gilet                  | Serra Calderona  | 39° 40′ 41″ N, 0° 21′ 02″ O / 39.6779365°N,0.3504319°O |      |
| el Xocainet        | 439 m. | Albalat dels Tarongers | Serra Calderona  | 39° 40′ 41″ N, 0° 21′ 02″ O / 39.6779365°N,0.3504319°O |      |
| el Picaio          | 389 m. | Alfara de la Baronia   | Serra Calderona  | 39° 46′ 58″ N, 0° 19′ 25″ O / 39.7826796°N,0.3236048°O |      |
| el Picaio          | 372 m. | Sagunt                 | Serra Calderona  | 39° 38′ 40″ N, 0° 18′ 54″ O / 39.6443326°N,0.3150311°O |      |
| Alto del Castellet | 372 m. | Algar de Palància      | Serra Calderona  | 39° 46′ 35″ N, 0° 23′ 09″ O / 39.776338°N,0.3858776°O  |      |
| el Picaio          | 347 m. | Algímia d'Alfara       | Serra Calderona  | 39° 45′ 10″ N, 0° 22′ 34″ O / 39.7527749°N,0.376084°O  |      |
| el Pic de la Creu  | 345 m. | Quart de les Valls     | Serra Calderona  | 39° 43′ 51″ N, 0° 17′ 17″ O / 39.7307143°N,0.2881218°O |      |
| el Pic de la Creu  | 345 m. | Benifairó de les Valls | Serra Calderona  | 39° 43′ 51″ N, 0° 17′ 17″ O / 39.7307143°N,0.2881218°O |      |
| el Pic de la Creu  | 345 m. | Sagunt                 | Serra Calderona  | 39° 43′ 51″ N, 0° 17′ 17″ O / 39.7307143°N,0.2881218°O |      |
| Muntanya de Romeu  | 340 m. | Sagunt                 | Serra Calderona  | 39° 42′ 52″ N, 0° 16′ 47″ O / 39.7144935°N,0.2797784°O |      |
| Muntanya de Romeu  | 340 m. | Faura                  | Serra Calderona  | 39° 42′ 52″ N, 0° 16′ 47″ O / 39.7144935°N,0.2797784°O |      |
| el Tabalet         | 304 m. | Faura                  | Serra Calderona  | 39° 43′ 40″ N, 0° 17′ 11″ O / 39.7276557°N,0.2864947°O |      |
| Cabeç Bord         | 238 m. | Albalat dels Tarongers | Serra Calderona  | 39° 37′ 29″ N, 0° 22′ 44″ O / 39.624727°N,0.3788065°O  |      |
| Castell de Sagunt  | 171 m. | Sagunt                 | Serra Calderona  | 39° 40′ 35″ N, 0° 16′ 55″ O / 39.6763946°N,0.2820711°O |      |